# Jota
Jota eller iota (nygrekiska ιώτα, ióta, eller γιώτα, gióta, av klassisk grekiska ἰῶτα) (versal: Ι; gemen: ι) är den nionde bokstaven i det grekiska alfabetet. Den hade i det joniska talbeteckningssystemet siffervärdet 10. Dess ljudvärde var i antik grekiska [i]. I modern grekiska uttalas den även som [j] om den står framför en vokal. Jota motsvaras i det latinska alfabetet av I, i. I standarden Unicode tecknas det som ℩. Tecknet saknar versal form.

## Unicode
|   | decimalt | hexadecimalt | HTML   |
| - | -------- | ------------ | ------ |
| ι | 953      | 3B9          | &iota; |
| ℩ | 8489     | 2129         |        |
| Ι | 921      | 399          | &Iota; |

## "Inte ett jota"
Uttrycket "inte ett jota" med betydelsen "absolut ingenting" lär ha biblisk bakgrund. Jesus säger i Matt 5:18, enligt den grekiska originaltexten att inte ett jota av lagen skall förgås. Då lagen (Torah) är skriven på hebreiska, vilket Jesus också talade, är det rimligt att anta att Jesus syftade på motsvarande bokstav i det hebreiska alfabetet, bokstaven Yod (י), som är det alfabetets klart minsta bokstav. Denna betydelse av jota noteras i svensk skrift sedan 1650. Däremot är det osäkert hur och när det vandrade in i svenskt tal från Bibeln, eftersom tidiga svenska bibelöversättningar inte noterar bibelfrasen på detta sätt utan enligt en formulering motsvarande "lagens minsta bokstav". Det är dock så att nyare bibelöversättningar försökt följa det hebreiska eller grekiska originalet.